# مطار كمران
مطار كَمَران (بالإنجليزية: Kamaran Airport)‏ هو مطار يقع في جزيرة كمران اليمنية.